# Eldmyror
Eldmyror (Solenopsis) är ett släkte av myror med omkring 200 arter. Eldmyror ingår i familjen myror.

## Beskrivning
Eldmyrornas utseende varierar, både mellan och inom arterna, men generellt är de små, och med antenner som har en klubba i spetsen. Kroppsfärgen varierar från ljus till mörkbruna, ofta med ännu mörkare bakkropp.

## Utbredning
Släktet är ursprungligt i Sydamerika, men har spritt sig till stora delar av världen, främst i Nordamerika. I synnerhet arten röd eldmyra (Solenopsis invicta) har en mycket vid utbredning, med introduktioner i USA, Kina, Taiwan och Australien.. En art, tjuvmyra (Solenopsis fugax), förekommer i Mellan- och Nordeuropa, inklusive Norden (endast Danmark och Sverige).

## Ekologi
Arterna lever i marken, där de ofta kan gräva stora tunnelsystem. Arterna har alla gadd, och de kan utdela smärtsamma stick. Samhällena hos flera av arterna kan ha mer än en drottning.
De större, ursprungligen sydamerikanska arterna (framför allt röd eldmyra och svart eldmyra) har ett mycket potent gift som är känt för att ha orsakat dödsfall, främst på grund av överkänslighetsreaktioner.
Myrorna är allätare, de äter både växtmaterial som frön, gärna feta sådana, söta ämnen, även animaliska som honungsdagg från bladlöss och sköldlöss, ryggradslösa djur som insekter och spindeldjur, samt även as och för de större arterna även reptiler, fåglar och däggdjur. Det förekommer att de beskyddar de bladlöss och sköldlöss vars utsöndringar de lever av.

## Dottertaxa till eldmyror, i alfabetisk ordning[1][2]
- Solenopsis abdita
- Solenopsis africana
- Solenopsis albidula
- Solenopsis alecto
- Solenopsis altinodis
- Solenopsis amblychila
- Solenopsis andina
- Solenopsis angulata
- Solenopsis atlantis
- Solenopsis aurea
- Solenopsis avia
- Solenopsis azteca
- Solenopsis balachowskyi
- Solenopsis banyulensis
- Solenopsis basalis
- Solenopsis belisarius
- Solenopsis blanda
- Solenopsis brasiliana
- Solenopsis brazoensis
- Solenopsis brevicornis
- Solenopsis brevipes
- Solenopsis bruchiella
- Solenopsis bruesi
- Solenopsis bucki
- Solenopsis canariensis
- Solenopsis capensis
- Solenopsis carolinensis
- Solenopsis castor
- Solenopsis celata
- Solenopsis clarki
- Solenopsis clytemnestra
- Solenopsis conjurata
- Solenopsis cooperi
- Solenopsis corticalis
- Solenopsis crivellarii
- Solenopsis daguerrei
- Solenopsis dalli
- Solenopsis decipiens
- Solenopsis delta
- Solenopsis deserticola
- Solenopsis duboscqui
- Solenopsis dysderces
- Solenopsis egregia
- Solenopsis electra
- Solenopsis emeryi
- Solenopsis eximia
- Solenopsis fairchildi
- Solenopsis foersteri
- Solenopsis franki
- Solenopsis froggatti
- tjuvmyra (Solenopsis fugax)
- Solenopsis fusciventris
- Solenopsis gallardoi
- Solenopsis gallica
- Solenopsis gayi
- tropisk eldmyra (Solenopsis geminata)
- Solenopsis georgica
- Solenopsis germaini
- Solenopsis globularia
- Solenopsis gnomula
- Solenopsis goeldii
- Solenopsis granivora
- Solenopsis hammari
- Solenopsis hayemi
- Solenopsis helena
- Solenopsis hostilis
- Solenopsis iheringi
- Solenopsis ilinei
- Solenopsis indagatrix
- Solenopsis insculpta
- Solenopsis insinuans
- Solenopsis insularis
- Solenopsis interrupta
- röd eldmyra (Solenopsis invicta)
- Solenopsis jacoti
- Solenopsis jalalabadica
- Solenopsis japonica
- Solenopsis joergenseni
- Solenopsis juliae
- Solenopsis kabylica
- Solenopsis knuti
- Solenopsis krockowi
- Solenopsis laeviceps
- Solenopsis laevithorax
- Solenopsis latastei
- Solenopsis latro
- Solenopsis leptanilloides
- Solenopsis longiceps
- Solenopsis loretana
- Solenopsis lotophaga
- Solenopsis lou
- Solenopsis lusitanica
- Solenopsis macdonaghi
- Solenopsis macrops
- Solenopsis madara
- Solenopsis major
- Solenopsis maligna
- Solenopsis mameti
- Solenopsis marxi
- Solenopsis maxillosa
- Solenopsis maxima
- Solenopsis megera
- Solenopsis megergates
- Solenopsis metanotalis
- Solenopsis metatarsalis
- Solenopsis minutissima
- Solenopsis moesta
- Solenopsis molesta
- Solenopsis monticola
- Solenopsis mozabensis
- Solenopsis nicaeensis
- Solenopsis nickersoni
- Solenopsis nigella
- Solenopsis nitens
- Solenopsis nitidum
- Solenopsis normandi
- Solenopsis novemmaculata
- Solenopsis occipitalis
- Solenopsis oculata
- Solenopsis oraniensis
- Solenopsis orbula
- Solenopsis orbuloides
- Solenopsis overbecki
- Solenopsis pachycera
- Solenopsis papuana
- Solenopsis parabiotica
- Solenopsis parva
- Solenopsis patagonica
- Solenopsis pawaensis
- Solenopsis pergandei
- Solenopsis photophila
- Solenopsis picea
- Solenopsis picquarti
- Solenopsis picta
- Solenopsis pilosa
- Solenopsis pilosula
- Solenopsis pollux
- Solenopsis privata
- Solenopsis provincialis
- Solenopsis punctaticeps
- Solenopsis puncticeps
- Solenopsis pusillignis
- Solenopsis pygmaea
- Solenopsis pythia
- Solenopsis quinquecuspis
- Solenopsis reichenspergeri
- svart eldmyra (Solenopsis richardi)
- Solenopsis richteri
- Solenopsis robusta
- Solenopsis rugiceps
- Solenopsis rugosa
- Solenopsis sabeana
- Solenopsis saevissima
- Solenopsis salina
- Solenopsis santschii
- Solenopsis schilleri
- Solenopsis schmalzi
- Solenopsis scipio
- Solenopsis sea
- Solenopsis seychellensis
- Solenopsis silvestrii
- Solenopsis solenopsidis
- Solenopsis soochowensis
- Solenopsis spei
- Solenopsis stricta
- Solenopsis substituta
- Solenopsis subterranea
- Solenopsis subtilis
- Solenopsis succinea
- Solenopsis sulfurea
- Solenopsis superba
- Solenopsis targuia
- Solenopsis tennesseensis
- Solenopsis tenuis
- Solenopsis terricola
- Solenopsis tertialis
- Solenopsis tetracantha
- Solenopsis texana
- Solenopsis tipuna
- Solenopsis tonsa
- Solenopsis tridens
- Solenopsis trihasta
- Solenopsis truncorum
- Solenopsis ugandensis
- Solenopsis valida
- Solenopsis wasmannii
- Solenopsis weiseri
- Solenopsis westwoodi
- Solenopsis weyrauchi
- Solenopsis virulens
- Solenopsis wolfi
- Solenopsis vorax
- Solenopsis xyloni
- Solenopsis zambesiae
- Solenopsis zeteki

## Bildgalleri

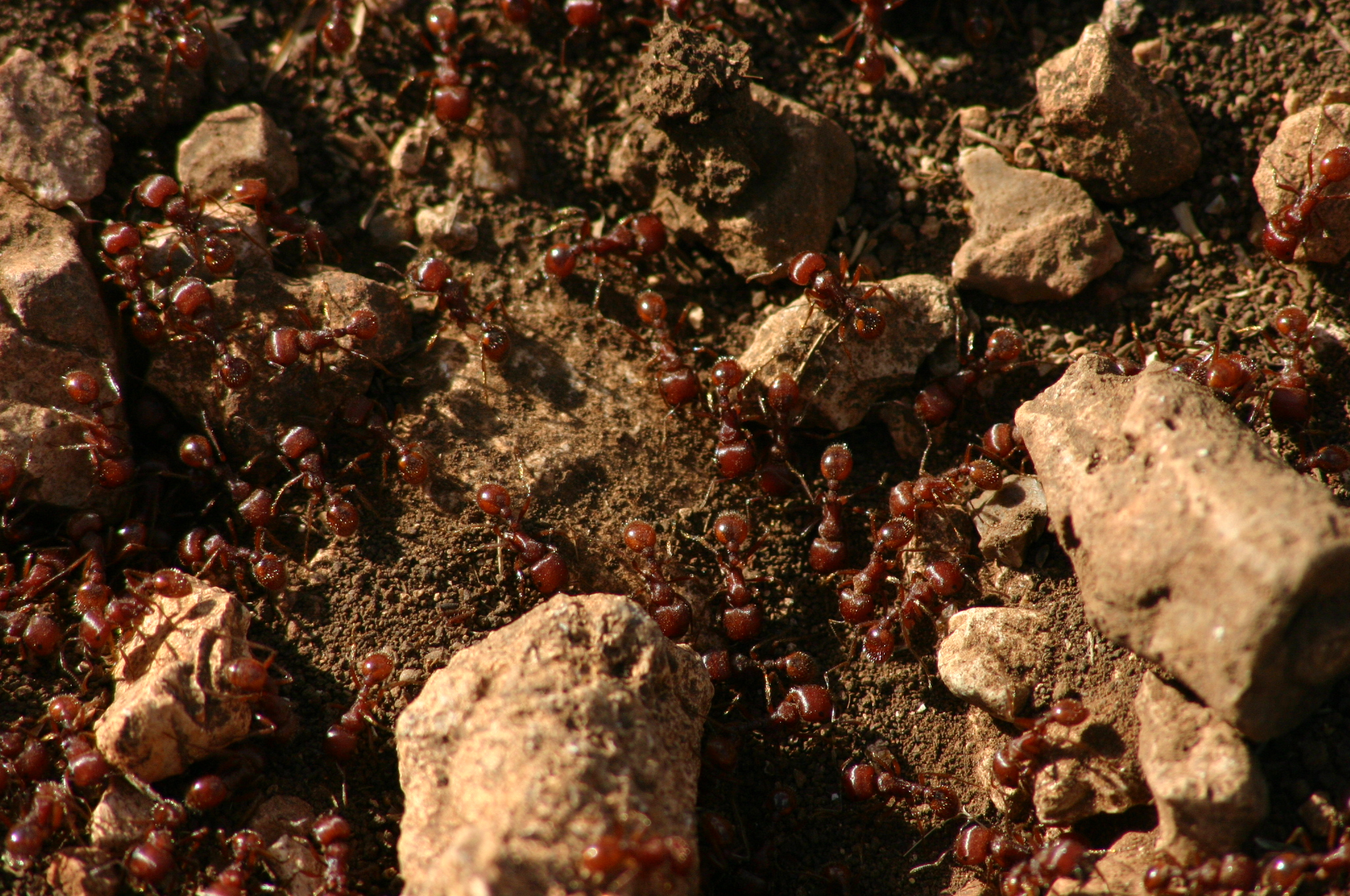
Myrkoloni.
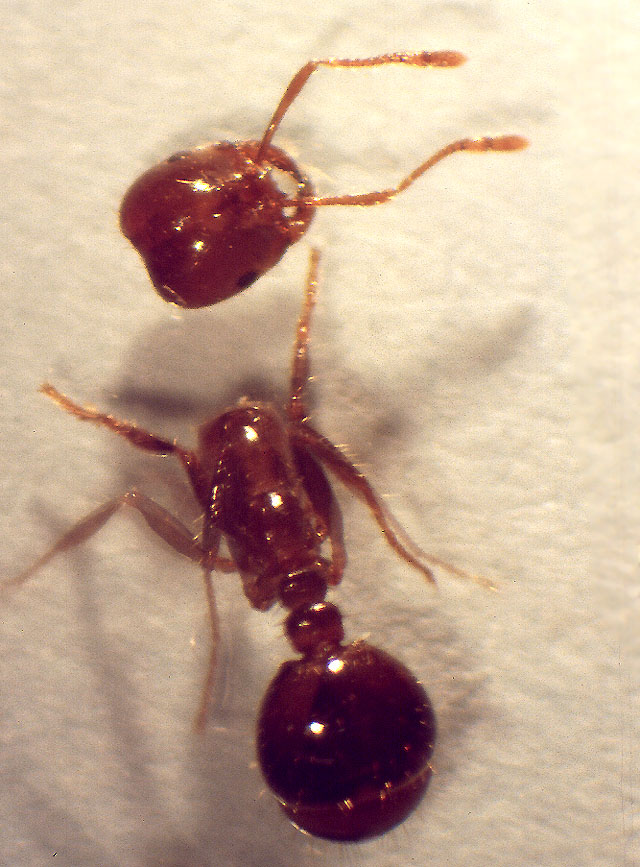
Eldmyra halshuggen av parasit.
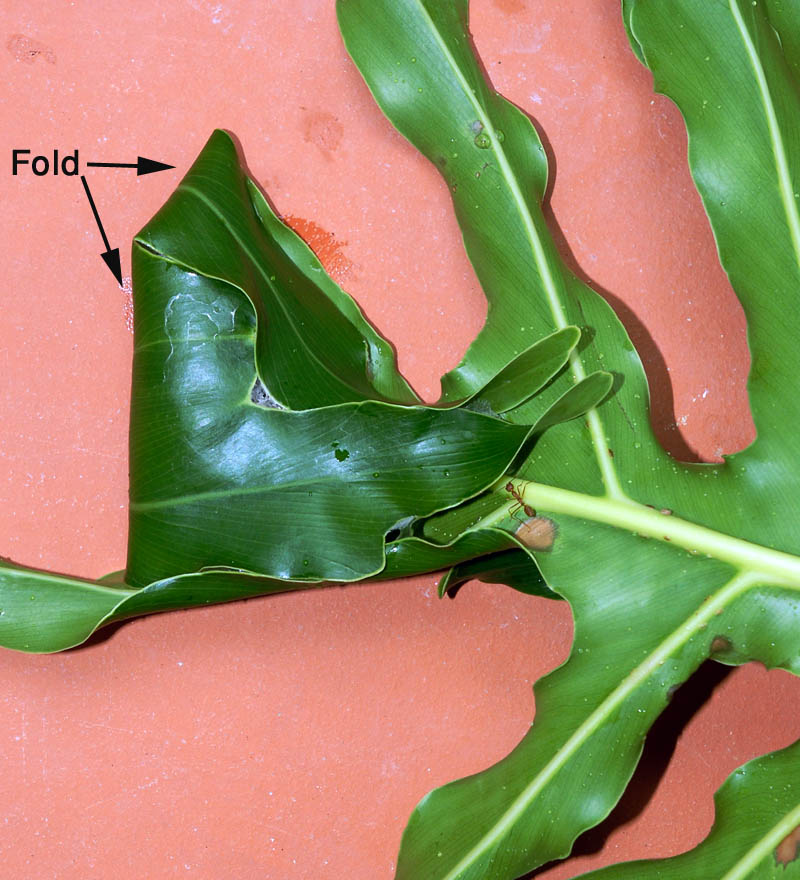
Mindre koloni i ihopvikt blad.
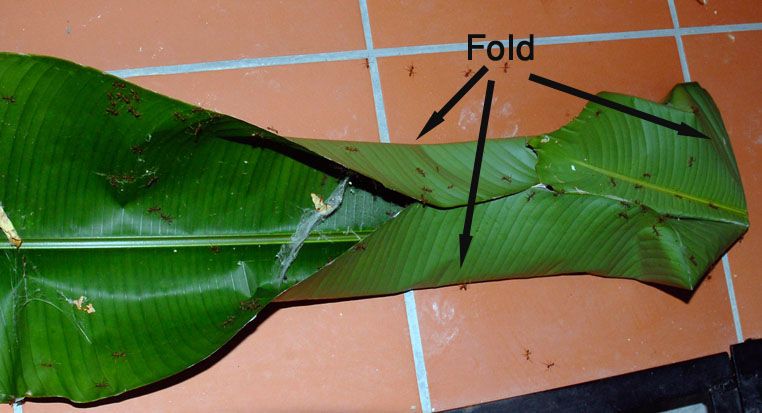
Mindre koloni i ihopvikt blad.
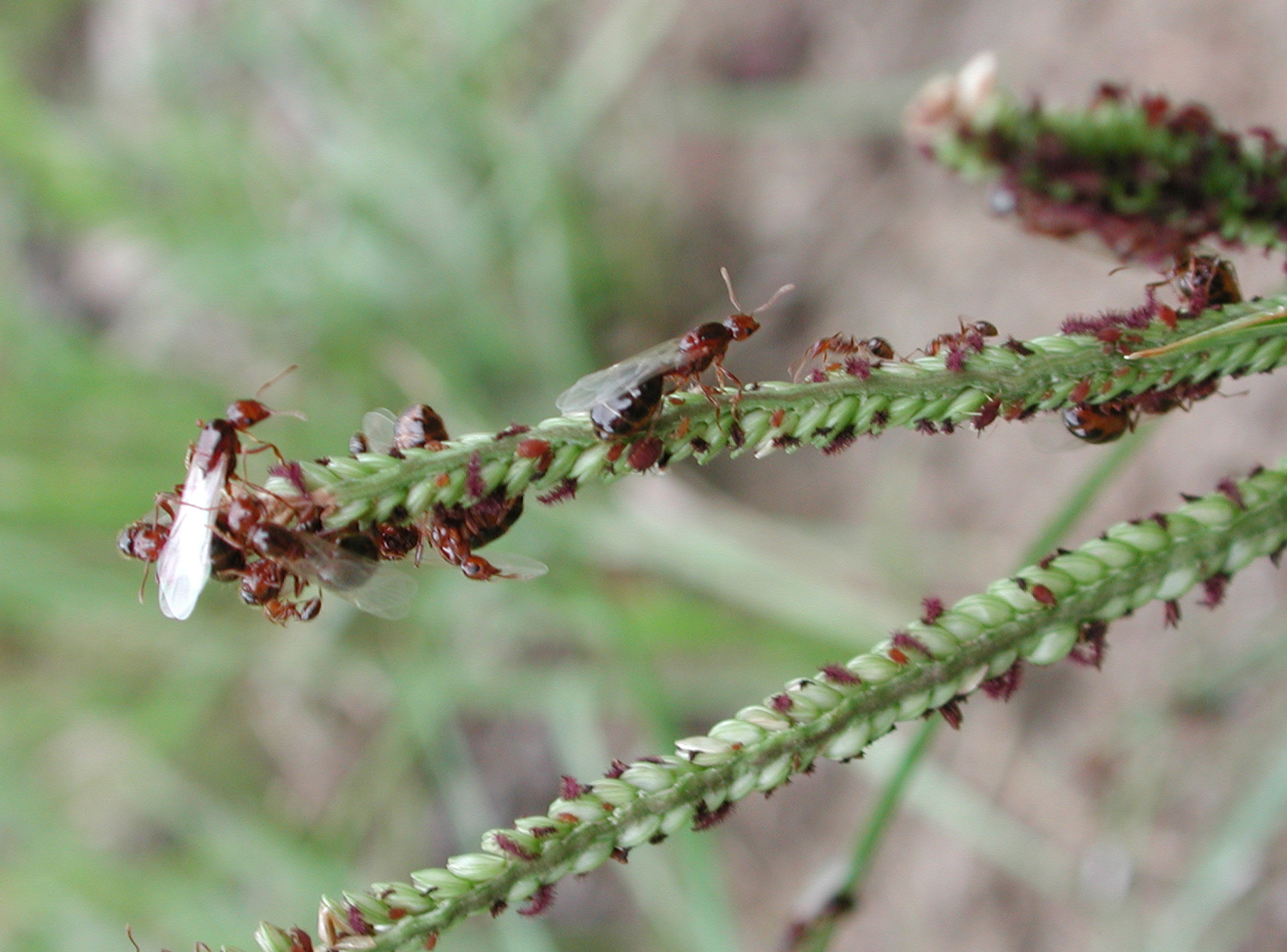
Drottningar under parningsflykt.
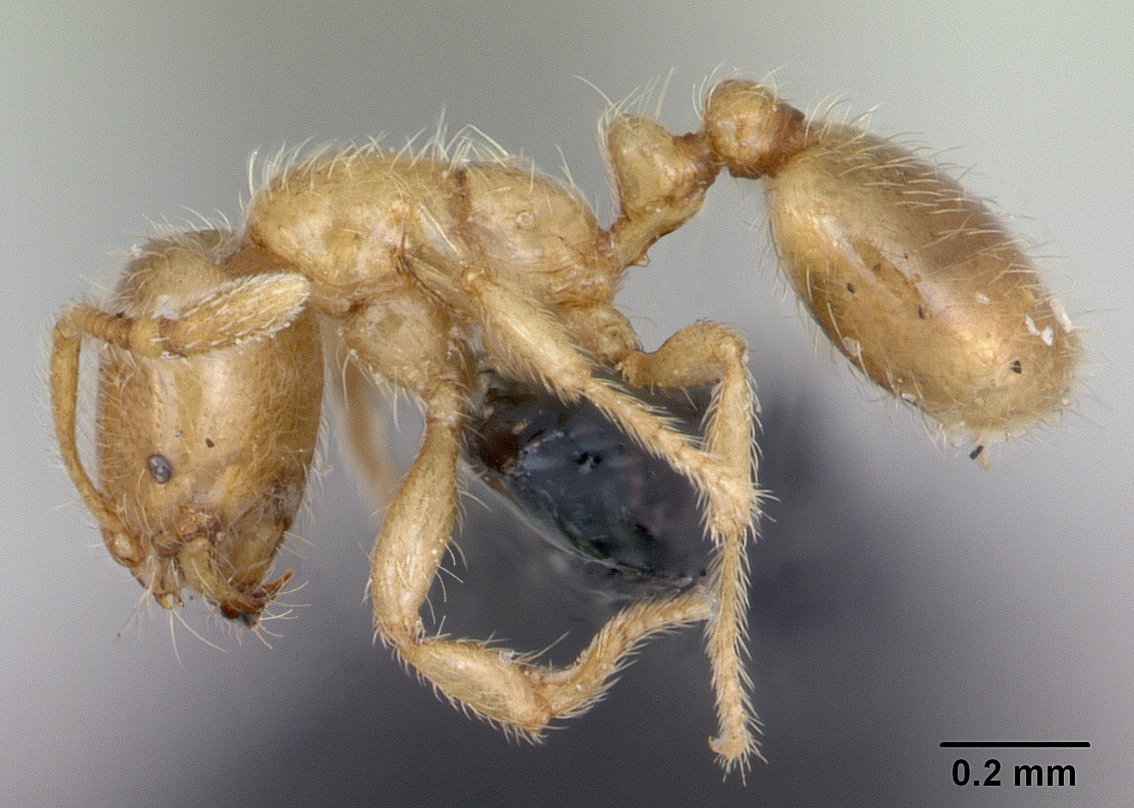
Tjuvmyra.
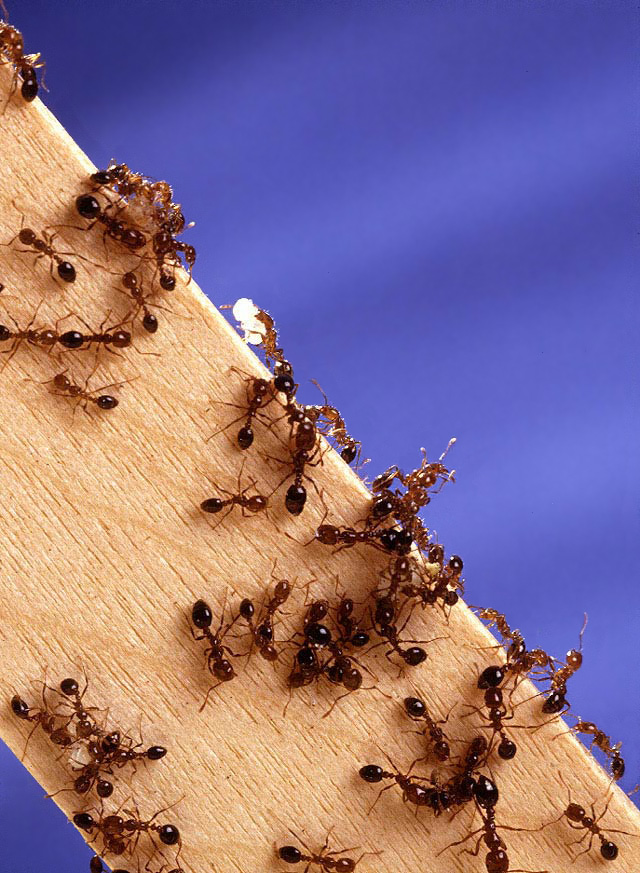
Röd eldmyra.